# Too Big to Fail - Il crollo dei giganti
Too Big to Fail - Il crollo dei giganti (Too Big to Fail) è un film per la televisione del 2011 diretto da Curtis Hanson, basato sul best seller Il crollo - Too Big to Fail di Andrew Ross Sorkin, giornalista ed economista del The New York Times.
Il film si focalizza sulla crisi economica del 2008-2009, quando la crisi dei subprime fece crollare Wall Street in un crac finanziario di vaste proporzioni.

## Distribuzione
Il film è stato trasmesso sul canale via cavo HBO il 23 maggio 2011. In Italia il film TV è stato presentato in anteprima nel corso della 6ª edizione del Festival Internazionale del film di Roma, successivamente è stato trasmesso su Sky Cinema 1 il 30 ottobre 2011.

## Riconoscimenti
Il film ha vinto un Writers Guild of America Award per la miglior sceneggiatura non originale per una miniserie o film TV e ha ottenuto 11 candidature agli Emmy Award, senza però aggiudicarsi nessun premio.